# Татјана Цвејин
Татјана Цвејин (Нови Бечеј, 1948 — Суботица, 2011) била је српска песникиња. Уређивала је часописе, књиге и бавила се преводилаштвом.

## Биографија
Рођена је 19. јуна 1948. године у Новом Бечеју у породици Јеврејке Ане Хандлер, повратнице из концентрационог логора Аушвиц (Auschwitz) и оца Србина Мирка Цвејина, познатог апатинског фотографа, који је за време Другог светког рата био заробљеник у концентрационом логору Луцкенњалдеу (Luckenwaldeu).
Осмогодишњу школу похађала у Бањалуци, Кањижи и Апатину, завршила техничку школу, студирала на Економском
факултету, радила на административним и књиговодственим пословима у Новом Саду, Футогу, Апатину и Београду